# Placid K
Placid K is de artiestennaam van Giorgio Campailla, een Italiaanse hardcore dj en producer. Na een aantal jaar voor D-Boy Black Label te hebben geproduceerd, vertrok hij daar in 2002 en richtte zijn eigen label op, Choose Or Lose Records

## Naam variaties
- Placid K
- DJ Placid K
- Placid K.

## Alias
- DJ Wicked
- Giorgio Campailla

## Discografie
| Jaar | Artiest                       | Titel                       | Label                  |
| ---- | ----------------------------- | --------------------------- | ---------------------- |
| 1995 | Placid K                      | Acid Factory E.P. (12")     | D-Boy Records          |
| 1996 | Placid K                      | Distortion Fantasy EP (12") | D-Boy Records          |
| 1996 | Placid K                      | Room of Drum (12")          | D-Boy Black Label      |
| 1997 | Placid K                      | Is This Strange? (12")      | D-Boy Black Label      |
| 1998 | Placid K                      | 3.0 EP (12")                | D-Boy Black Label      |
| 1998 | Placid K vs. Noise Suppressor | Fuckin' Hard (12")          | D-Boy Black Label      |
| 1998 | Placid K                      | Limited Edition (12")       | D-Boy Black Label      |
| 1999 | J.D.A. & Placid K             | Hardcore Maniacs (12")      | D-Boy Black Label      |
| 2000 | Placid K                      | New Era E.P. (12")          | D-Boy Black Label      |
| 2001 | Placid K                      | It's Been A Long Time(12")  | D-Boy Black Label      |
| 2001 | Placid K                      | Steal-N-Beats E.P. (12")    | D-Boy Black Label      |
| 2002 | Placid K                      | C.O.L. EP (12")             | Choose Or Lose Records |
| 2003 | Placid K                      | G-Member (12")              | Choose Or Lose Records |
| 2004 | Placid K                      | Mutation (12")              | Choose Or Lose Records |
| 2006 | Placid K                      | G-Member (Remix) (12")      | Choose Or Lose Records |
| 2006 | Placid K                      | Paying Attention (12")      | Choose Or Lose Records |
| 2006 | Placid K                      | Stay Classy (12")           | Choose Or Lose Records |